# 桜井えりす
桜井 えりす（さくらい えりす、1983年1月26日 - ）は、ネットアイドル、グラビアアイドル、フリーライター。

## 人物
東京都立杉並高等学校卒業。「☆らぶれす☆ブログ」の前身、テキストサイト「らぶれす」時代に渡邉文男にスカウトされ情報サイト「探偵ファイル」所属。グラビア・雑誌連載等ネットアイド。愛称は、えりちぃ。
イベント、グラビア、MC、各種モデル。巨乳（Fカップ）。Mr.Childrenのファン。美容師のオットとの間に第一子をもうけた。

## 探偵ファイルでの活動
2004年1月に入社。主に「探偵女学院」でバラエティー記事を担当した。特技「乳de書道」「鼻de風船」「納豆風呂」の記事を書いた。また、適当な紙袋を被った別人格「うりす」、2008年11月以降は外注記者として参加。2015年夏頃まで探偵ファイル編集長として業務委託契約。バラエティー記事と平行に時事ニュースも執筆した。

## ニートネットアイドルでの活動
2008年11月よりニートネットアイドルと名乗った。ニートの堕落っぷりから、成り上がろうとする様子をブログに綴る。イベント出演やモデルなどの仕事をしても肩書きはニート。（モデル・イベント・連載等はレギュラーで持っている）芸能プロダクション所属によりニート卒業し、別の芸能プロダクション所属へ移籍後、フリー。
2014年7月12日より毎週土曜日に上北沢の「遊べるBAR fuga;fuga」にて不定期店長を勤めた。

## 210（ニート）更新
2009年10月21日、ニート1周年記念企画。210回更新達成。アメブロランキング総合44位・ニート、ネットアイドルランキング共に1位を獲得。

## 出演

### インターネット
- 探偵ファイル(2004年1月～2015年)
- ニコニコ動画公式チャンネル「なぁお前らマンガ作ろうぜ」レギュラーMC（2010年1月25日～）
- よしもとオンライン「トータルテンボスのしのびナイトかまわん夜」出演（2010年1月10日）
- ネットテレビ「おひげ電視台」出演
- 「BASARA」グラビア出演
- 山本晋也のランク10国
- itv24.com「ひめたま」ゲスト出演
- ネット番組「GO!GO! GyaO」 - ゲスト出演（2007年2月3日）[2]。
- ニコニコ動画爽やかアイドルTVシャンテ「萌え声ですね！」レギュラー（2012年10月13日～）

### テレビ
- テレビ東京「ドリームクリエーター」出演(2013年8月放送)
- テレ朝チャンネル「ヲタック25」 - ゲスト出演（2008年2月2日放送）[3]。
- スペースシャワーTV「ドーデカス」 - レギュラー出演（2006年1月～2006年3月24日）

### ラジオ
- フラワーラジオ「トンガリキッズ・ニポポの壊れかけレディオセンター」 - ゲスト出演（2007年12月15日・2008年12月13日・2010年1月9日）。
- FM世田谷「探偵ファイル ON！RADIO」 - レギュラー出演（2006年7月9日～2007年3月）[4]。

### 舞台
- 劇団チキンハート第5回本公演「幸福の黄色いタンメン」　-ゲスト出演（2014年11月14日 新宿シアターモリエール）鬼太郎＆目玉親父役

### モデル
- コスプレ衣装の企画製作販売会社「Garden」 -  ファッションモデル（2006年9月～）[5]。
- 東京都港区南青山・美容室「ZUA」 - サロンモデル[6]。

### 携帯コンテンツ
- 探偵ファイルモバイル
- AU公式携帯サイト「撮れたてグラビアＴＶ」グラビア出演
- AU・DOCOMO・SOFTBUNK公式携帯サイト「じゃまいか」ヒューマンサイエンスチャンネルレギュラー
- まぐまぐ！「桜井えりすの裏☆らぶれす」配信

### ミュージッククリップ
大森洋平「ドラマチック」出演（2009年）

### DVD
- DVD『探偵ファイル THE DVD ～あぶない探偵（バカ）～』 -  ビクターエンタテインメント（2005年9月21日発売）。
- DVD『東京階段ガール』（2007年12月25日発売）

### 出版物
- 書籍『あぶない探偵』 - 竹書房（2004年12月29日発売）。
- スコラマガジン【桜井えりすのコミックモンモン】- 辰巳出版（2010年1月号～）
- スコラマガジン【女探偵えりすのスパイ虎の穴】- 辰巳出版（2008年2月号～2009年11月号）
- スコラマガジン【ニートグラビア】- 辰巳出版(2009年12月号)
- ドキッ！SP竹書房【おにゃん子クラブ】- 竹書房（2005年2月号～2006年3月号）
- ペント・スペシャル・ジャパン【探偵ファイル＋】- ぶんか社（2004年6月号～2006年3月号）
- 週刊文集【気になる女斬り！ネットアイドル桜井えりすが仕掛ける「萌える企画」】】- 文藝春秋
- FLASH増刊号- 光文社-
- 力の意思- サンラ出版
- 「SPA」【コスプレ考現学】- 扶桑社
- 「別冊BUBKA」- コアマガジン
- 「ip!」- 晋遊舎
- 「MYベストヘア」- 宝島社
- 「soup」- インデックス・コミュニケーションズ
- 「ヘア&ビューティー　2008年夏号」- 宝島社
- 「もてる髪型オーダーBOOK」- SUN MAGAZINE MOOK

### その他
- 漫画家のトークイベント「漫力」 - カバーガール（2007年2月～）[7]。

- パワーリフティング日本チャンピオン阿久津貴史世界選手権壮行会2014 - ゲスト（2014年10月26日）[8]。